# Associação Desportiva e Recreativa União
A Associação Desportiva e Recreativa União (mais conhecida pela sigla ADR União) é um clube desportivo timorense, da capital Díli.
Fundado em 1935, disputa atualmente a terceira divisão da Liga Futebol Timor-Leste. Além das atividades do futebol, o clube também possui uma equipa de voleibol, que disputa o campenato nacional.

## Campeonatos
- Campeonato Timorense de Futebol de 2005: Eliminado na 1ª fase
- Campeonato Timorense de Futebol - Segunda Divisão de 2016: Eliminado na 1ª fase
- Campeonato Timorense de Futebol - Segunda Divisão de 2017: Rebaixado
- Campeonato Timorense de Futebol - Terceira Divisão de 2019: Eliminado na 1ª fase